# 罗讷河畔沙斯
罗讷河畔沙斯（法語：Chasse-sur-Rhône，法語發音：[ʃas syʁ ʁon]），法国东南部城市，奥弗涅-罗讷-阿尔卑斯大区伊泽尔省的一个市镇，隶属于维埃纳区，其市镇面积为7.91平方公里，2022年1月1日时人口数量为6,484人，在法国市镇中排名第1,712位（2021年）。
罗讷河畔沙斯位于伊泽尔省西北部，罗讷河左岸，是一个区域性的交通枢纽，多条铁路及高速公路在此交汇。

## 地名来源
“Chasse”一名最初于公元十世纪时以“Chassen”的形式被记载，该名称可能意为“橡树林”；“-sur-Rhône”这一后缀自1932年起成为当地官方名称的一部分。

## 历史
罗讷河畔沙斯成立于1853年4月23日，由塞叙埃勒的部分区域组建而成。
罗讷河畔沙斯的早期历史尚不清楚。根据当地官方网站的论述，罗讷河畔沙斯最初于公元十世纪被提及，十四世纪时出现聚落。十五世纪时，当地领主在此修建城堡。法国大革命后，沙斯成为塞叙埃勒市镇的一部分。十九世纪初，沙斯境内发现铅资源并得到开采，此后途经沙斯的巴黎—马赛铁路连接建成通车，沙斯逐渐发展成为重要的工业城市并由此获得独立。此后随着日沃尔—罗讷河畔沙斯铁路的建成通车，罗讷河畔沙斯火车站亦成为的铁路枢纽。自二十世纪中后期以来，得益于里昂的城市扩张以及高速公路的兴建，罗讷河畔沙斯成为里昂城市核心区的一部分，当地人口数量逐年增加。

## 地理

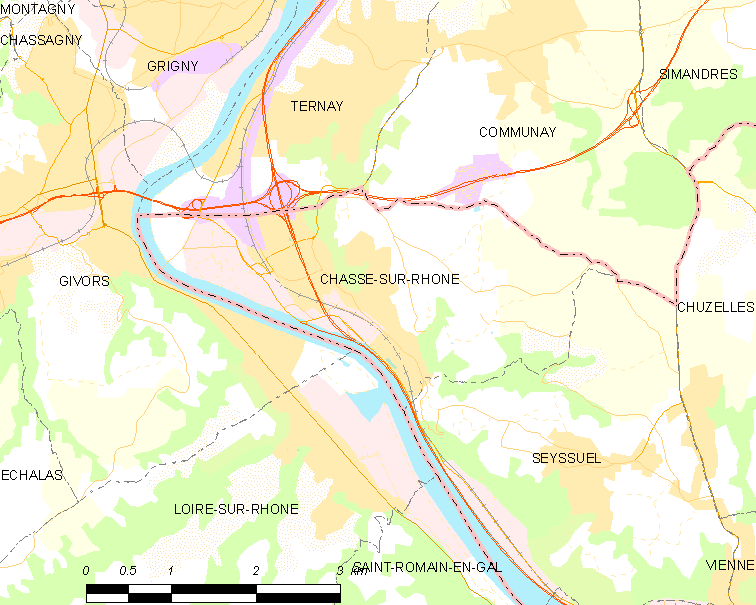
罗讷河畔沙斯市镇范围地图

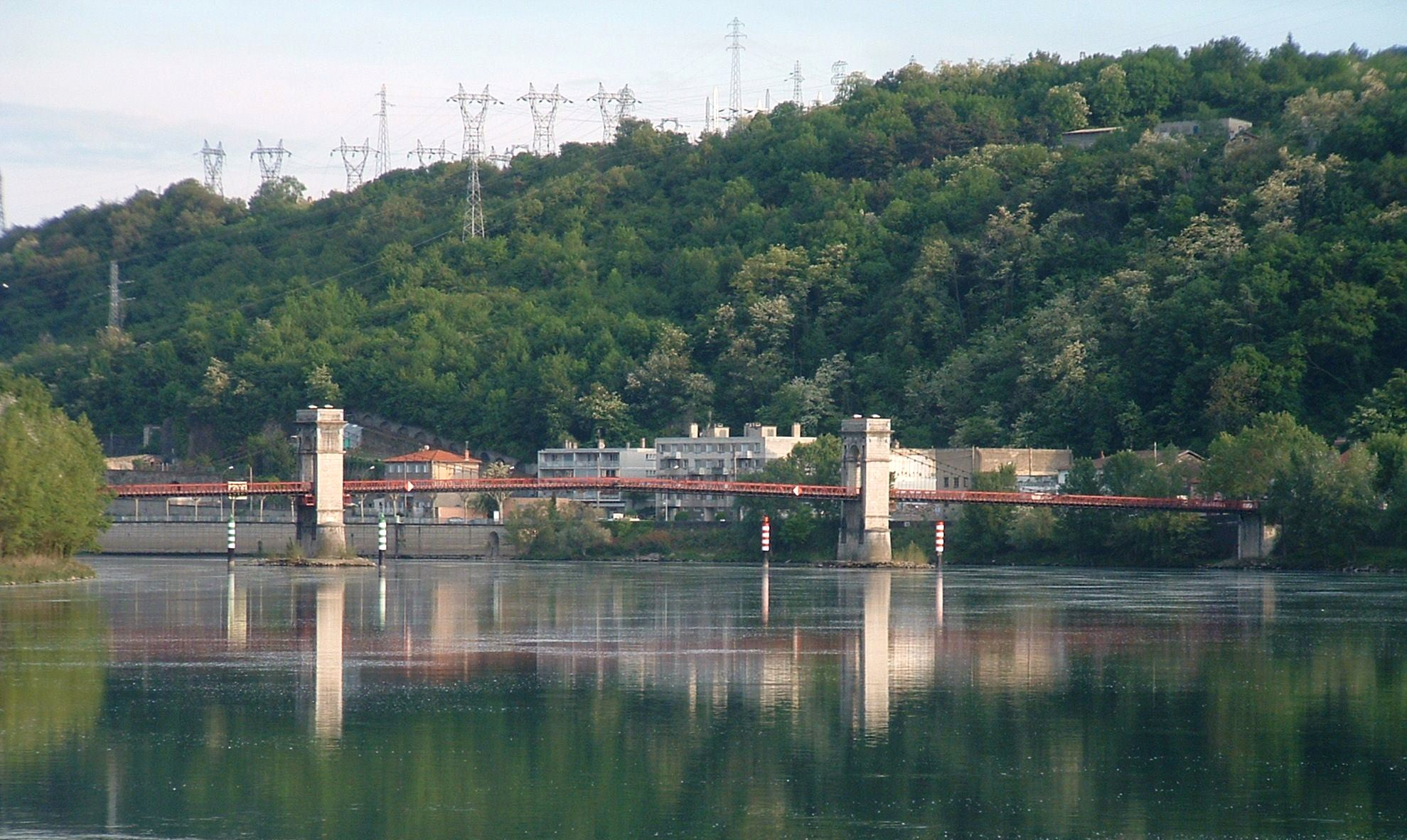
罗讷河罗讷河畔沙斯段，右侧为罗讷省

罗讷河畔沙斯位于法国东南部，奥弗涅-罗讷-阿尔卑斯大区中部和伊泽尔省西北部，距离省会格勒诺布尔大约99公里。与罗讷河畔沙斯接壤的市镇包括：科米奈、日沃尔、罗讷河畔卢瓦尔、塞叙埃勒和泰尔奈。

### 地形
罗讷河畔沙斯位于罗讷河谷北段，境内地形大致可分为两部分：西侧河谷地带地势平坦，东侧为顶部较为平缓的丘陵，全境海拔在145到290米之间。

### 水文
罗讷河干流自北向东南流经罗讷河畔沙斯市镇西界和西南界，其左岸支流戈尔讷通溪（ruisseau de Gorneton）自东向西流经市镇南部并在此与其交汇。

### 植被
罗讷河畔沙斯属于温带阔叶混交林区，林地多分布于河流附近及坡地地带，以及市镇西北角的铁路线附近。
在鲜花城市的评比中，罗讷河畔沙斯暂未被评级。

### 气候
罗讷河畔沙斯在柯本气候分类法中属于带有一定大陆气候特征的温带海洋性气候（Cfb）。

## 行政区划
罗讷河畔沙斯的市镇编号为38087，邮政编号为38670。
在行政管理方面，罗讷河畔沙斯隶属于法国奥弗涅-罗讷-阿尔卑斯大区伊泽尔省维埃纳区；在地方选举方面，罗讷河畔沙斯隶属于维埃纳第一县，其市镇范围全境被划入伊泽尔省第八选区；在社会管理方面，罗讷河畔沙斯是维埃纳-孔德里约城市圈公共社区的组成部分。
截至2024年12月，罗讷河畔沙斯市镇范围内的巴尔比耶尔-城堡（Barbières - Château）街区为城市政策优先街区。
法国国家统计与经济研究所（简称“INSEE”）在进行数据统计时，将罗讷河畔沙斯及相邻的另外123个市镇设为里昂城市核心区，并将包括核心区在内的周边共499个市镇划为里昂城市区。自2020年起，里昂城市区被包含398个市镇的里昂城市辐射区代替。此外，INSEE还将罗讷河畔沙斯市镇整体看作一个“块区”（IRIS），以便于统计人口分布情况。

## 交通

### 公路
A7高速公路纵贯罗讷河畔沙斯镇中心并设有8号出入口（向南半互通），另有A46和A47两条高速公路在市区北部与A7十字交汇；此外还有伊泽尔省省道D4线、D4a线、D4e线、D36线和D307b线在罗讷河畔沙斯境内交汇。
2021年，82.7%的罗讷河畔沙斯家庭拥有至少一辆私人汽车。2023年，罗讷河畔沙斯境内共发生各类交通事故6起，造成1人遇难，6人受伤，其中1人重伤。
| 8 | 0.7 |

|  | 2.5 |

| 格勒诺布尔 | 99 |

| 维埃纳 | 10 |

| 圣艾蒂安 | 42 |

| 日沃尔 | 4 |

| 里昂 佩拉什 | 24 |

| 聖普列斯特 | 23 |

### 铁路

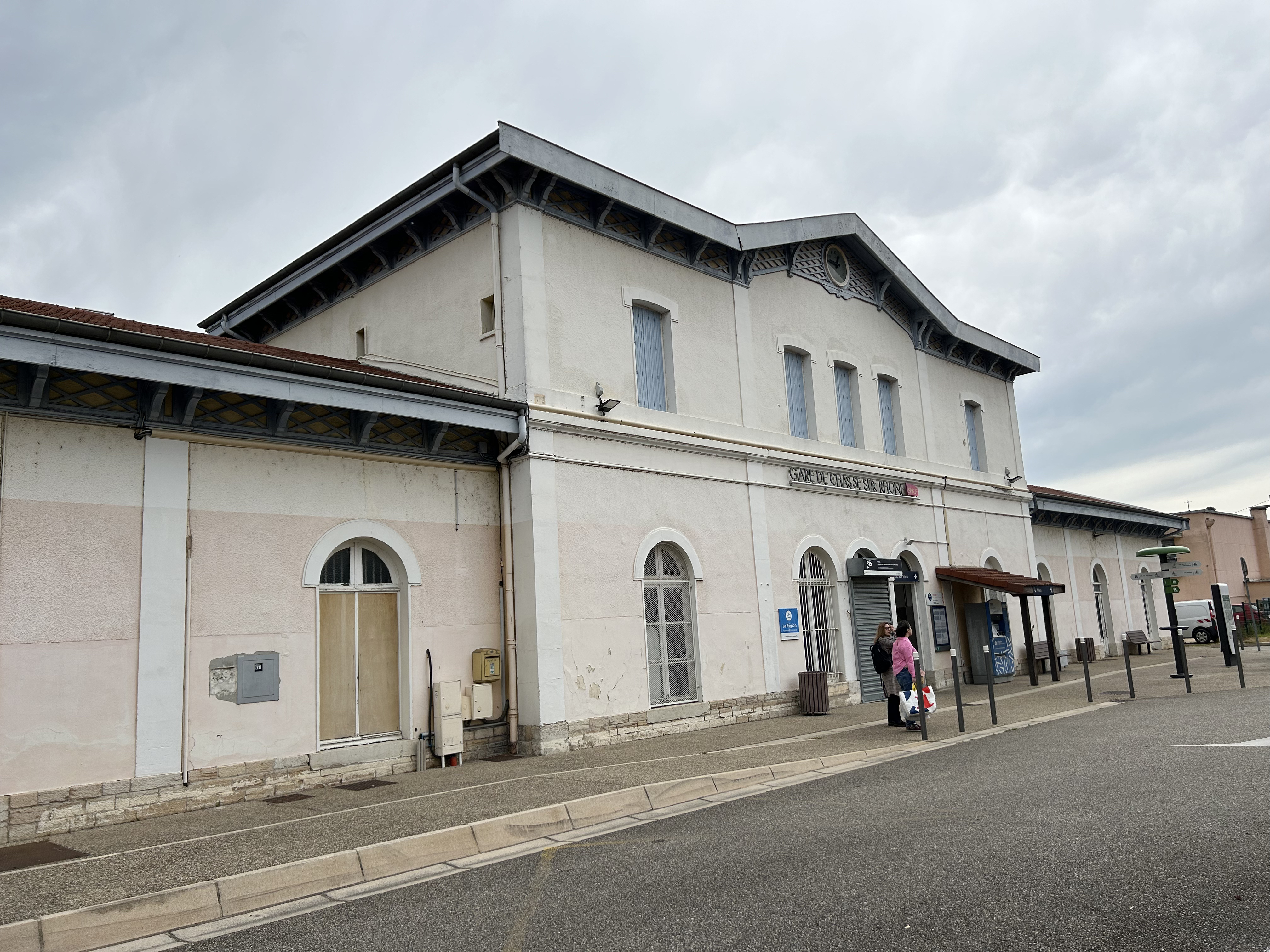
罗讷河畔沙斯火车站

罗讷河畔沙斯位于巴黎—马赛铁路上。罗讷河畔沙斯站位于市区中部，该站停靠往返于索恩河畔自由城和维埃纳一线的区域列车。

### 航空
罗讷河畔沙斯距离里昂圣埃克絮佩里机场的公路里程大约36公里。

### 城市公共交通
罗讷河畔沙斯是维埃纳城市公共交通（商业名称为“L'Va”）的服务覆盖范围。截至2024年12月，该系统共包括八条市区公交线路，其中公交5路经过罗讷河畔沙斯市区。

## 政治
罗讷河畔沙斯的现任市长为克里斯托夫·布维耶先生（Christophe BOUVIER），他是一名左翼无党派人士，在2020年的市政选举中获得了45.37%的支持率。
在2022年的法国总统大选的第二轮选举中，法国极右翼政党国民阵线主席玛丽娜·勒庞在罗讷河畔沙斯获得了50.02%的支持率。

## 人口
2021年，罗讷河畔沙斯市镇人口数量为6,372，在法国排名第1,712位。其中男性3,118人，女性3,254人，75岁及以上人口占6.4%，外籍人口数量为604人，人口密度为806人/平方公里，当地居民被称为。2022年，罗讷河畔沙斯境内出生129人，死亡人口45人。
| 罗讷河畔沙斯1901年－2021年人口变化情况 |
|                                        |
| 数据来源：Cassini、INSEE               |

## 经济
截至2024年12月，罗讷河畔沙斯市镇范围内共有各类用人单位（包含自雇）932家，平均历史为14年，其中96.54%为中小型企业（PME），2024年10月至12月间，当地的经济活力指数为0。（地面及墙面工程）、（化工产品）及（化工）是当地2022年已公布营业额最高的三个企业，分别为191,112,000欧元、168,301,179欧元和150,851,443欧元。

## 财政与居民收入
2023年，罗讷河畔沙斯的财政收入总额为9,129,720欧元，财政支出总额为8,713,330欧元，当年的债务总额为5,740,670欧元。2023年，罗讷河畔沙斯市镇通过增值税获得131,570欧元的收入，此外当地还共获得了121,900欧元的国家直接财政补助。
| 罗讷河畔沙斯居民收入情况                         | 罗讷河畔沙斯居民收入情况 | 罗讷河畔沙斯居民收入情况 | 罗讷河畔沙斯居民收入情况 |
| 内容                                             | 罗讷河畔沙斯             | 法国                     | 统计年份                 |
| ------------------------------------------------ | ------------------------ | ------------------------ | ------------------------ |
| 征税家庭总数                                     | 2,342                    | 1,081（法国市镇平均）    | 2022年                   |
| 居民平均月收入                                   | 2,377欧元                | 2,435欧元                | 2022年                   |
| 高级职员人均月收入                               | 3,779欧元                | 4,331欧元                | 2021年                   |
| 中级职员人均月收入                               | 2,576欧元                | 2,470欧元                | 2021年                   |
| 普通职员人均月收入                               | 1,929欧元                | 1,801欧元                | 2021年                   |
| 贫困率                                           | 14%                      | 14.5%                    | 2020年                   |
| 青壮年（15至64岁）失业率                         | 12.9%                    | 7.4%                     | 2020年                   |
| 征税家庭数量占比                                 | 44.4%                    | 45.5%                    | 2020年                   |
| 家庭年均纳税                                     | 2,245欧元                | 4,393欧元                | 2022年                   |
| 资料来源：INSEE、L'Internaute、Le Journal du Net |                          |                          |                          |

## 社会事务

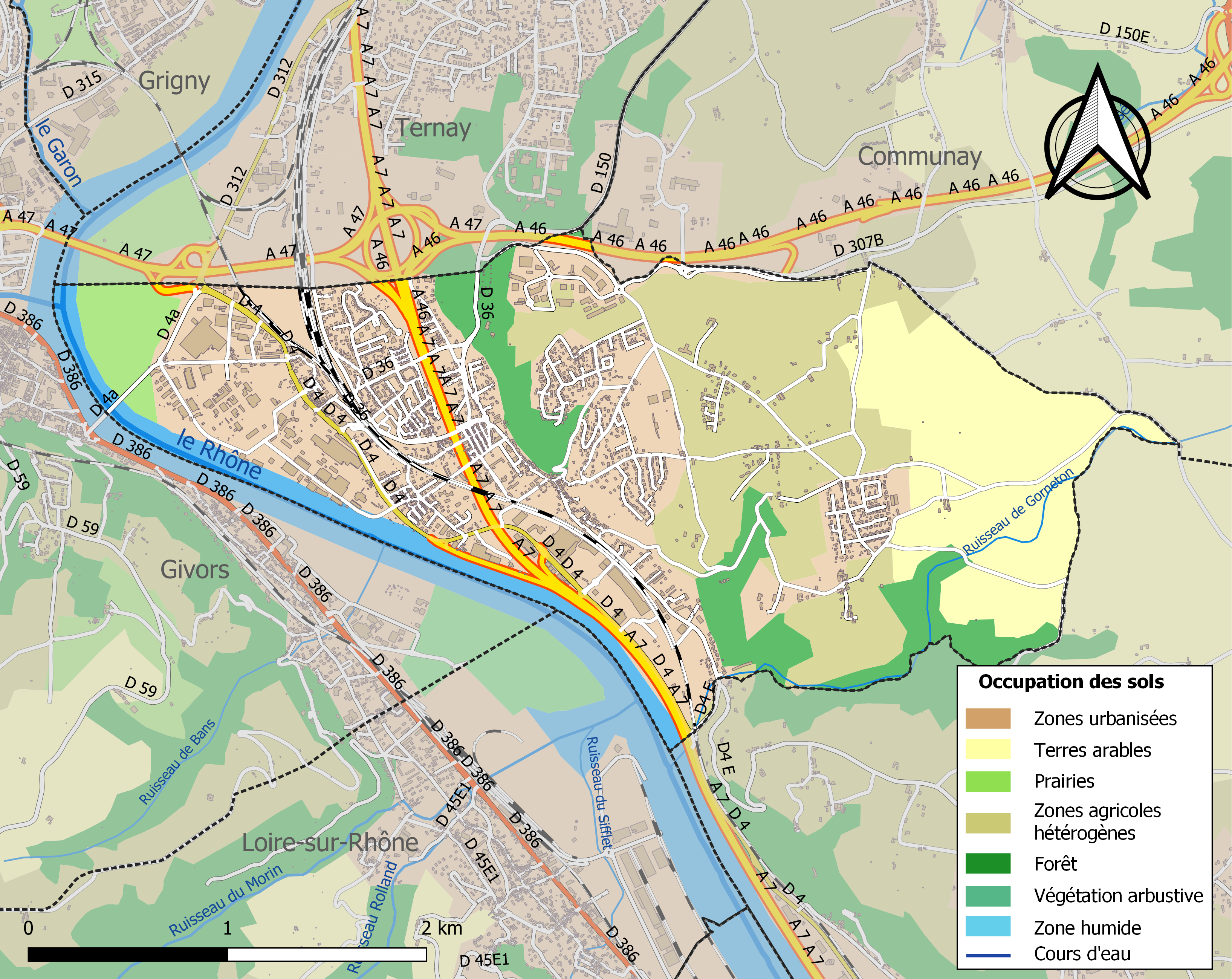
罗讷河畔沙斯土地利用情况地图

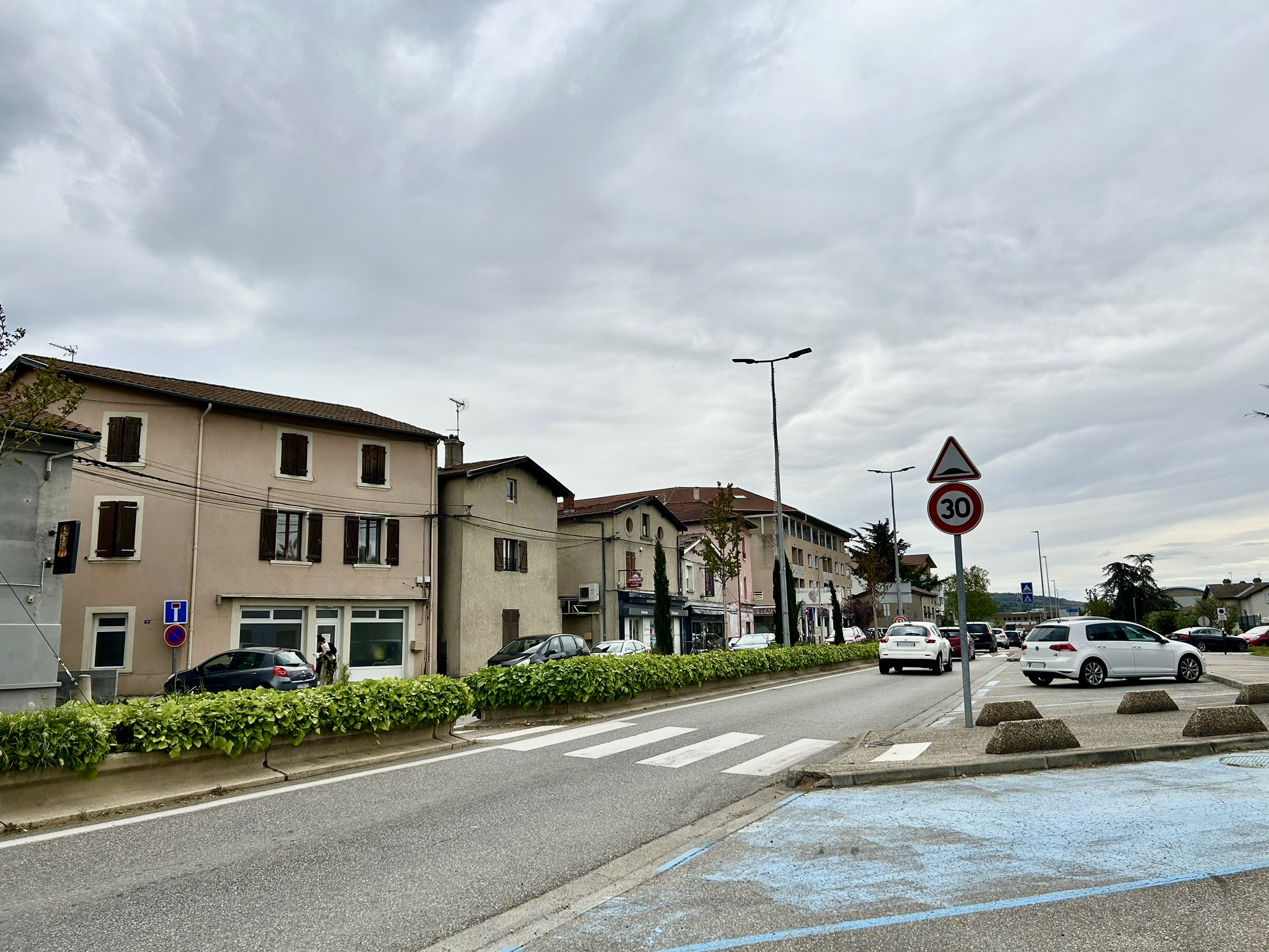
巴斯德街

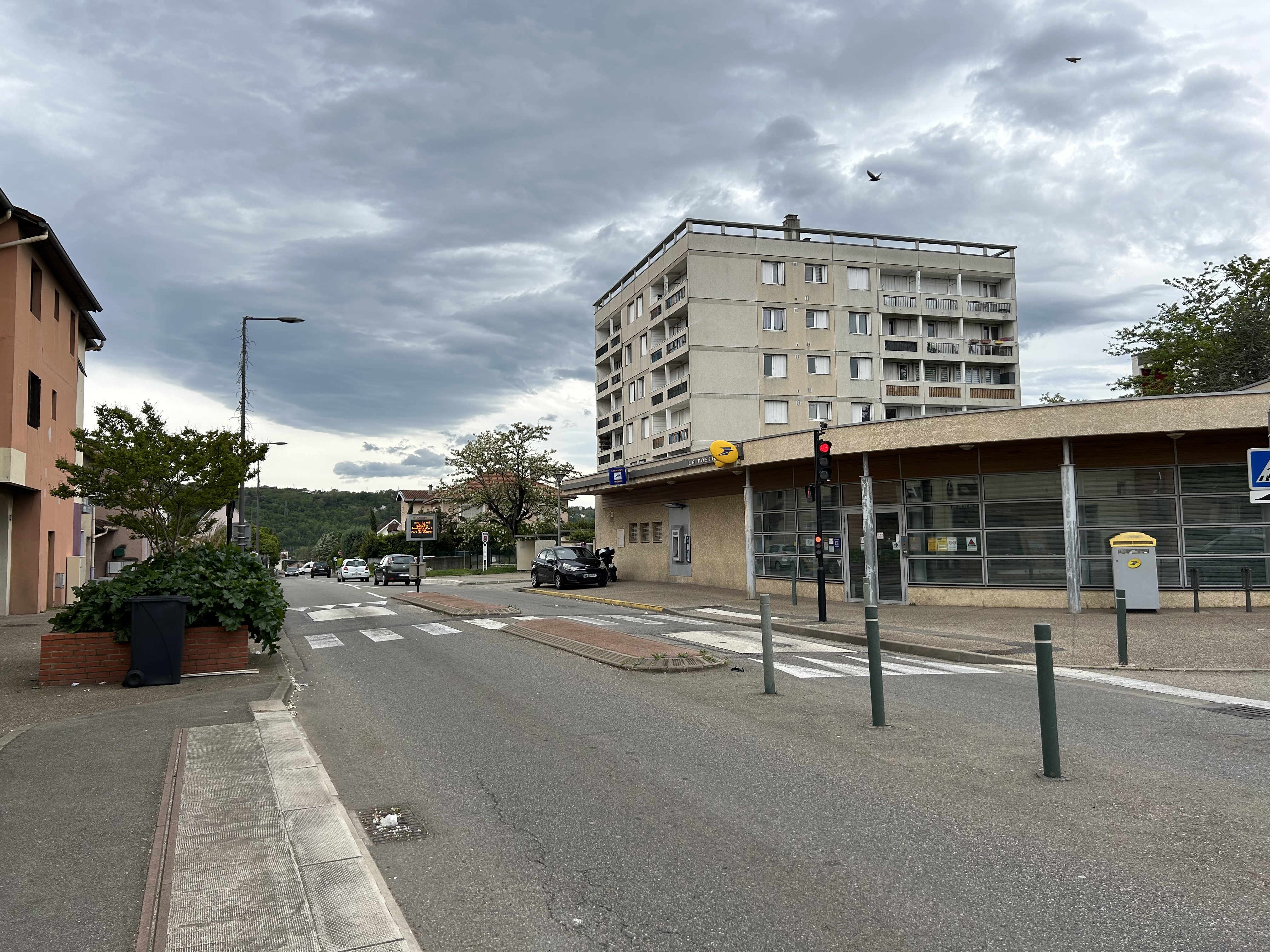
邮局

### 教育
罗讷河畔沙斯属于格勒诺布尔学区。截至2023年1月1日，罗讷河畔沙斯境内共有3所幼儿园、1所小学。

### 医疗
截至2023年1月1日，罗讷河畔沙斯境内共有全科医生3名、保健师3名、牙医1名、护士10名、眼科医生4名、药房2家、养老院1家。
距离罗讷河畔沙斯最近的区域性医疗机构为日沃尔中心医院，其全名为“日沃尔蒙热拉中心医院”（Centre Hospitalier de Givors Montgelas），其主病区医院位于日沃尔市区北部，距离罗讷河畔沙斯市区的正常车程大约11分钟，该院设有床位321个。

### 住房
2021年，罗讷河畔沙斯境内共有各类住房2,607套，其中60.3%为独立式住宅，39.5%为集中式住宅。常住房屋占罗讷河畔沙斯市镇范围内居民建筑总量的91.8%。
在住房保障政策方面，2023年，罗讷河畔沙斯境内共有1,280户家庭获得了家庭津贴补助，受益人数占总人口数量的20.1%，其中420份为房租补助。

### 商业
2021年，罗讷河畔沙斯境内共有各类实体商铺202家，其中餐厅20家、大型超市3家、面包房6家、肉铺1家、装饰品店2家、美容美发店11家、汽车维修店20家。罗讷河畔沙斯西北部建有一家Grand Frais超市，镇中心的建有南沙斯商业中心（Centre Commercial Chasse Sud）内有Intermarché、Bricomarché、迪卡侬等商场。

### 体育
2023年，罗讷河畔沙斯境内共有2间体育馆、1处网球场、2处足球或橄榄球场以及1处篮球或排球场。
截至2024年12月，罗讷河畔沙斯境内共有两家注册足球俱乐部。罗讷河畔沙斯体育社团（Groupe sportif de Chasse-sur-Rhône，编号504252）是当地的代表性足球队，成立于1915年，其主队2024至2025赛季参加伊泽尔省足球联赛乙组（法国第十级别），其主场为莫莱体育中心（Complexe Sportif de Moleye）。

### 环境
罗讷河畔沙斯的环境事务由其所属的维埃纳-孔德里约城市圈公共社区联合各级政府协调负责。2021年，罗讷河畔沙斯境内共有3家污染企业。

### 治安
2021年，罗讷河畔沙斯市镇范围内有1处宪兵队。
2023年，罗讷河畔沙斯市镇范围内累计记录各类案件447起，其中盗窃类案件199起，人身侵犯类案件135起，毒品交易类案件46起。

## 文化

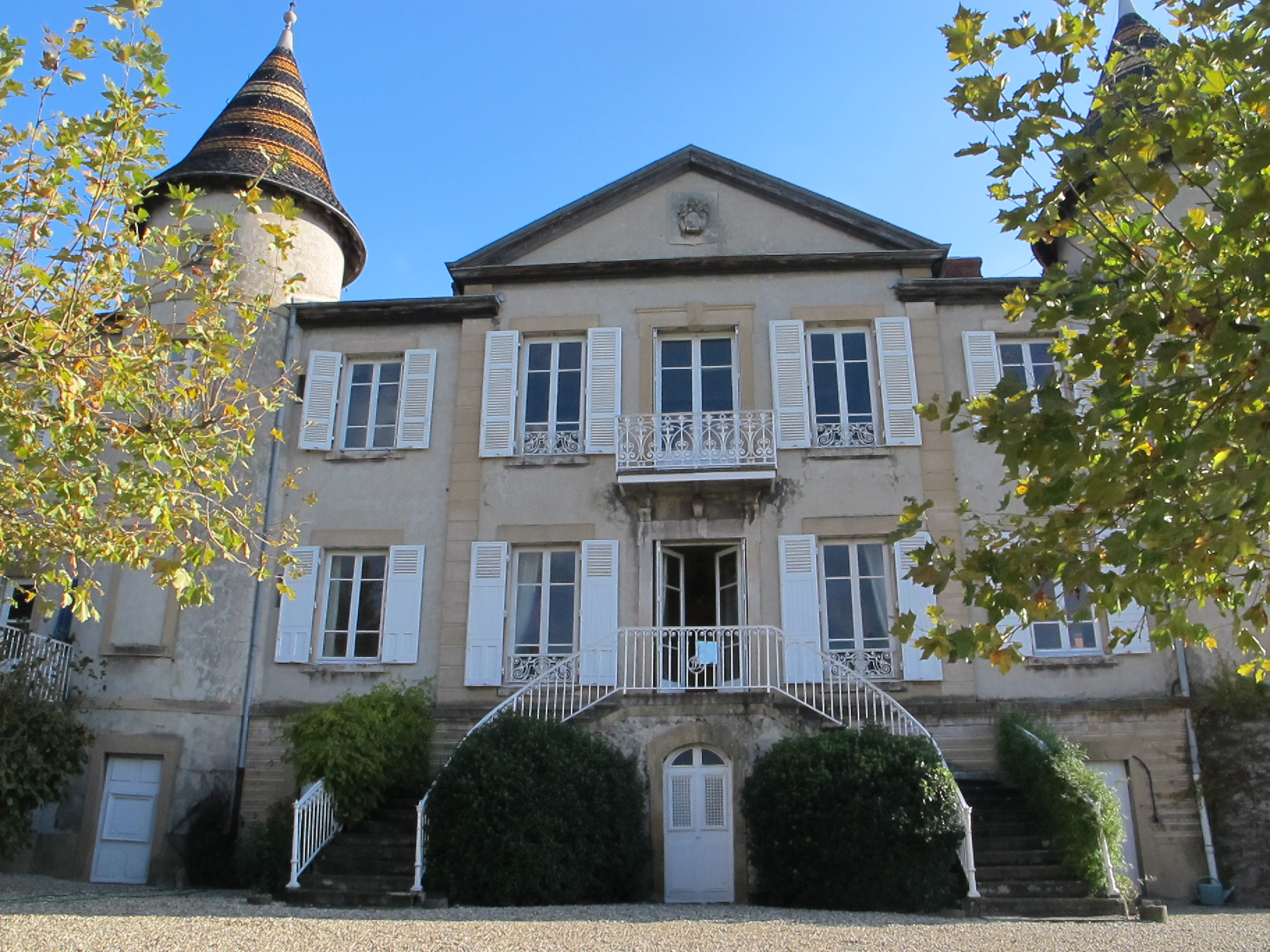
埃斯图尔内勒城堡

2021年，罗讷河畔沙斯境内暂无任何文化设施。罗讷河畔沙斯境内建有市政图书馆（Bibliothèque municipale），每周二至六向公众开放。

### 建筑
罗讷河畔沙斯境内有多处历史建筑，其中法尔科尼耶屋（Pavillon Falconnier）为法国国家文物保护单位，埃斯图尔内勒城堡（château des Estournelles）是当地的一处地标性建筑物。

### 旅游
罗讷河畔沙斯的旅游事务由其所属的维埃纳-孔德里约城市圈公共社区联合各级政府协调负责。2024年，罗讷河畔沙斯境内共有4家酒店共计296间房间。

### 媒体
法国主要的媒体均可在罗讷河畔沙斯接收，法国电视三台下属的奥弗涅-罗讷-阿尔卑斯大区频道在部分时段播出罗讷河畔沙斯所在伊泽尔省的地方新闻。蓝色法兰西伊泽尔广播、Scoop广播、《里昂进步报》、《多菲内自由报》、BFM电视台里昂频道等是当地主要的地方性媒体。

## 友好城市
截至2024年12月，罗讷河畔沙斯共与两座城市建立了友好城市关系：
- 亞美尼亞 新阿钦
- 義大利 坎波贝洛-迪利卡塔